# Ґеб
Ґеб, Ґєб (грец. Κηβ) — давньоєгипетський бог землі, син Шу і Тефнут, брат і чоловік Нут і батько Осіріса, Ісіди, Сета і Нефтиди, за деякими переказами й Гора. Космогонічні міфи представляли його у вічному з'єднанні з богинею неба Нут, поки бог повітря Шу не розділив їх. У текстах пірамід йому приписується також заступництво померлим. Зображувався у вигляді старця з бородою і царськими прикрасами чи розпростертим на всю довжину, з Нут, яка спирається на нього. Давні греки ототожнювали Ґеба з Кроносом.

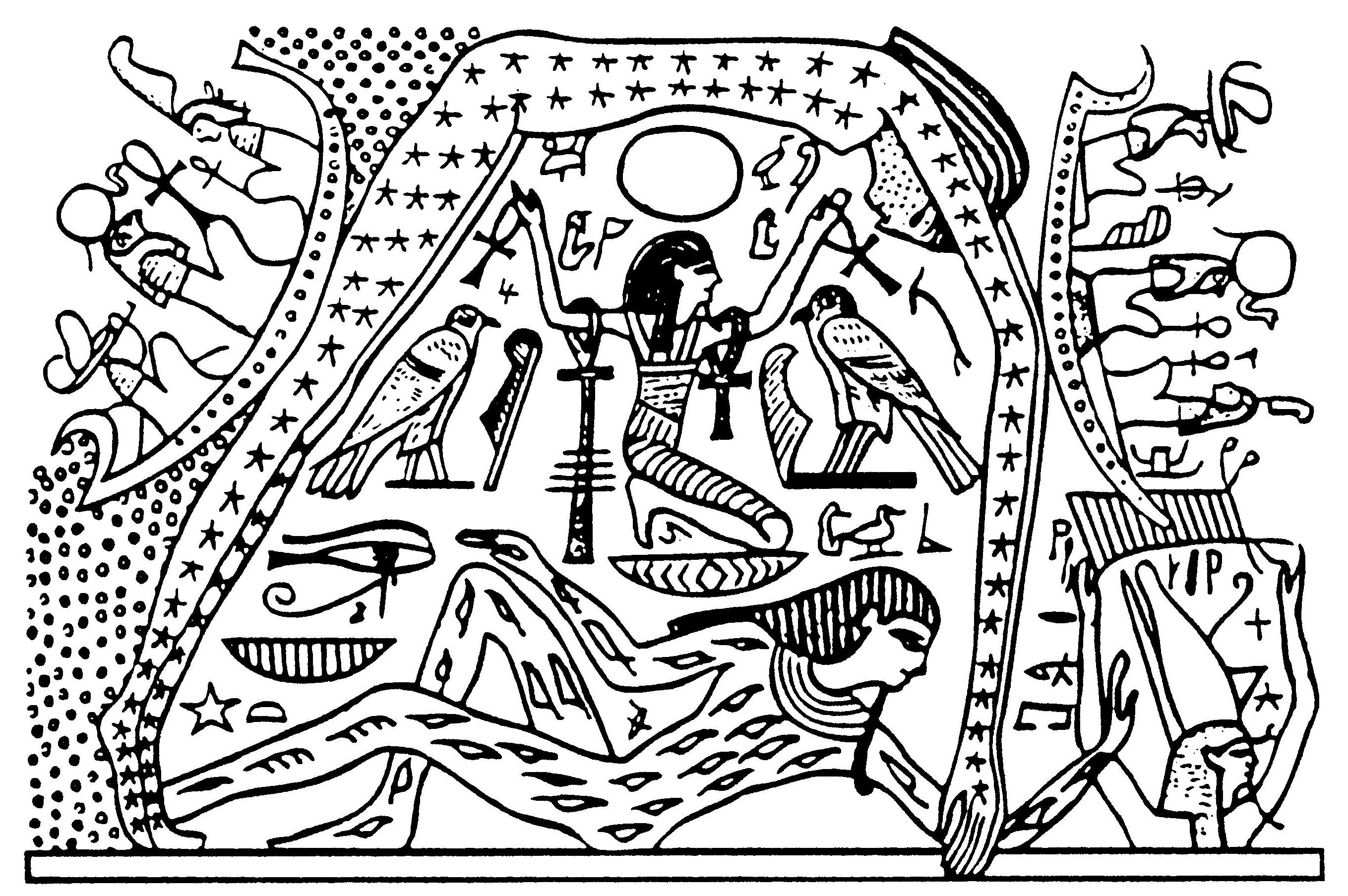
Ґеб і Нут

Бог Геб, який відпочиває